# Conioserica
Conioserica är ett släkte av skalbaggar. Conioserica ingår i familjen Melolonthidae.
Kladogram enligt Catalogue of Life:
| Conioserica | \| \| Conioserica eisenmanni \| \| \| \| \| \| Conioserica guineensis \| \| \| \| |
|             | \| \| Conioserica eisenmanni \| \| \| \| \| \| Conioserica guineensis \| \| \| \| |
|             | Conioserica eisenmanni                                                            |
|             |                                                                                   |
|             | Conioserica guineensis                                                            |
|             |                                                                                   |